# Tiefkängelbach
Der Tiefkängelbach (auch Tiefkengelbach) ist ein knapp 1,7 km langer Bach des Südschwarzwaldes im baden-württembergischen Landkreis Lörrach. Er entspringt auf Todtnauer Gemeindegebiet im Wolfsgrüble und mündet zwischen den Todtnauer Stadtteilen Brandenberg und Fahl in die Wiese.

## Name
Auf verschiedenen Karten finden sich zwei verschiedene Schreibweisen.
Die Schreibweise Tiefkengelbach findet sich im Layer ALKIS BASIS (Amtliches Liegenschaftskatasterinformationssystem) im Geoportal Baden-Württemberg; auf dem Meßtischblatt 8113 Todtnau von 1885 in der Deutschen Fotothek; und in der Historische Gemarkungsübersicht Baden im Geoportal Baden-Württemberg.
Die Schreibweise Tiefkängelbach findet sich auf der digitalen topographischen Karte im Geoportal Baden-Württemberg; im Amtsblatt der Stadt Todtnau Todtnauer Nachrichten vom 16. Oktober 2020; und sowohl auf der topographischen Karte, als auch im Gewässernetz-Datensatz der Landesanstalt für Umwelt Baden-Württemberg (LUBW).
In diesem Artikel wird der heute übliche Name Tiefkängelbach verwendet.

## Geographie

### Verlauf
Der Tiefkängelbach entspringt auf etwa 1080 m ü. NHN im Wolfsgrüble, einer Scharte die ungefähr in der Mitte der etwa 2 km langen Strecke zwischen den Gipfeln des Silberbergs und der Grafenmatt liegt. Er fließt weitgehend in westnordwestlicher Richtung durch bewaldetes Gebiet und markiert die Grenze zwischen dem Walddistrikt Silberberg im Süden und dem Walddistrikt Klusenwald im Norden, letzteres ist Teil des Naturschutzgebiets Feldberg. Auf etwa 884 m ü. NHN erreicht er das Gewann Berg im Norden, welches nicht mehr Teil des Naturschutzgebiets ist, und rund 80 Meter weiter auch das Gewann Gerbersbühl im Süden. Zwischen diesen beiden Gewannen markiert er etwa 70 Meter lang die Grenze, ehe er die Bundesstraße 317 unterquert und direkt im Anschluss auf etwa 838 m ü. NHN von links und Südosten in die Wiese mündet.
Der knapp 1,7 km lange Lauf des Tiefkängelbachs endet rund 240 Höhenmeter unterhalb seiner Quelle, er hat somit ein mittleres Sohlgefälle von etwa 15 %.

### Einzugsgebiet
Das naturräumlich zum Südschwarzwald gehörende Einzugsgebiet ist gut 1,2 km² groß und liegt vollständig im Gemeindegebiet der Stadt Todtnau. Der höchste Punkt des Einzugsgebiets liegt im Südosten auf dem Gipfel des Silberbergs auf 1358,9 m ü. NHN.
Die Einzugsgebiete der folgenden Nachbargewässer grenzen an:
- Im Norden und Nordosten konkurriert der Schläglebach, der direkt oberhalb des Tiefkängelbachs in die Wiese mündet;
- jenseits der südöstlichen Wasserscheide entwässert der Prägbach, der sich weiter unterhalb in die Wiese ergießt;
- im Süden grenzt kurz das Einzugsgebiet des Kernerlochs, einem Nebenlauf des Mollenbachs, der unterhalb in die Wiese fließt;
- im Südwesten grenzt ebenfalls kurz das Einzugsgebiet des Seltenbächles an, das ebenfalls unterhalb in die Wiese mündet;
- im Westen liegen zwei namenlose Hangwaldzuflüsse zur Wiese, die ebenfalls mit dem Tiefkängelbach konkurrieren.

### Zuflüsse
Auf der amtlichen Gewässerkarte sind nur namenlose Zuflüsse verzeichnet. Insbesondere in der oberen Hälfte des Laufes befinden sich im Süden zahlreiche kurze, verzweigte Nebenläufe am Nordhang des Silberbergs.

### Flusssystem Wiese
- Fließgewässer im Flusssystem Wiese